# Dacia 1100
Dacia 1100 byl osobní automobil vyráběný rumunskou firmou Dacia v letech 1968–1971. Byl to Renault 8, který se montoval v Rumunsku v Pitești ale součásti se dovážely z Francie. Postupně se přidávalo víc rumunských součástí (např. pneumatiky nebo topení), ale základní součástky a tělo stále přicházely z Francie. Bylo vyrobeno 37 546 kusů.                                                                    